# Еухеніо Монтеро
Еухеніо Монтеро (ісп. Eugenio Montero) — кубинський борець вільного стилю, чемпіон та срібний та призер Панамериканських чемпіонатів, срібний призер Панамериканських ігор, дворазовий бронзовий призер Кубків світу, чемпіон Центральної Америки, чемпіон Центральноамериканських і Карибських ігор.

## Спортивні результати на міжнародних змаганнях

### Виступи на Чемпіонатах світу
| Змагання                        | Збірна | Вагова категорія          | Місце |
| ------------------------------- | ------ | ------------------------- | ----- |
| Чемпіонат світу з боротьби 1986 | Куба   | вільна боротьба, до 68 кг | 4     |
| Чемпіонат світу з боротьби 1987 | Куба   | вільна боротьба, до 68 кг | 9     |
| Чемпіонат світу з боротьби 1989 | Куба   | вільна боротьба, до 68 кг | 8     |

### Виступи на Панамериканських чемпіонатах
| Змагання                                   | Збірна | Вагова категорія          | Місце  |
| ------------------------------------------ | ------ | ------------------------- | ------ |
| Панамериканський чемпіонат з боротьби 1987 | Куба   | вільна боротьба, до 68 кг | Срібло |
| Панамериканський чемпіонат з боротьби 1988 | Куба   | вільна боротьба, до 68 кг | Золото |

### Виступи на Панамериканських іграх
| Змагання                  | Збірна | Вагова категорія          | Місце  |
| ------------------------- | ------ | ------------------------- | ------ |
| Панамериканські ігри 1987 | Куба   | вільна боротьба, до 68 кг | Срібло |

### Виступи на Кубках світу
| Змагання                    | Збірна | Вагова категорія          | Місце  |
| --------------------------- | ------ | ------------------------- | ------ |
| Кубок світу з боротьби 1986 | Куба   | вільна боротьба, до 68 кг | Бронза |
| Кубок світу з боротьби 1988 | Куба   | вільна боротьба, до 68 кг | Бронза |
| Кубок світу з боротьби 1991 | Куба   | вільна боротьба, до 74 кг | 4      |
| Кубок світу з боротьби 1993 | Куба   | вільна боротьба, до 68 кг | 4      |

### Виступи на Чемпіонатах Центральної Америки
| Змагання                                      | Збірна | Вагова категорія          | Місце  |
| --------------------------------------------- | ------ | ------------------------- | ------ |
| Чемпіонат Центральної Америки з боротьби 1984 | Куба   | вільна боротьба, до 68 кг | Золото |

### Виступи на Центральноамериканських і Карибських іграх
| Змагання                                     | Збірна | Вагова категорія          | Місце  |
| -------------------------------------------- | ------ | ------------------------- | ------ |
| Центральноамериканські і Карибські ігри 1986 | Куба   | вільна боротьба, до 68 кг | Золото |

### Виступи на інших змаганнях
| Змагання                           | Збірна | Вагова категорія          | Місце  |
| ---------------------------------- | ------ | ------------------------- | ------ |
| Гран-прі Німеччини з боротьби 1989 | Куба   | вільна боротьба, до 68 кг | Золото |
| Турнір Акрополіса 1990             | Куба   | вільна боротьба, до 68 кг | Срібло |
| Гран-прі Німеччини з боротьби 1990 | Куба   | вільна боротьба, до 68 кг | Срібло |